# Yokamon Hearn
Yokamon Laneal Hearn (* 6. November 1978; † 18. Juli 2012 in Huntsville, Texas) war ein US-amerikanischer Staatsbürger, der als verurteilter Mörder mit der Giftspritze hingerichtet wurde. Der Fall erregte Aufsehen, weil Grund zu der Annahme bestand, dass Hearn geistig behindert war.

## Tat, Prozess und Inhaftierung
Hearn soll am 26. März 1998 nach einem Carjacking einen 23-jährigen Börsenmakler mit zehn Schüssen aus einer TEC-9 getötet haben. Im Alter von 19 Jahren wurde Yokamon Hearn zum Tode verurteilt. Sein gleichaltriger Mittäter erhielt eine lebenslange Haftstrafe. Hearn saß nach dem Prozess 14 Jahre in der Todeszelle. Sein erster angesetzter Hinrichtungstermin im März 2004 wurde vom Fifth Circuit Court of Appeals aufgeschoben. Die Verteidigung führte an, dass bei Hearn eine auf Fetales Alkoholsyndrom zurückzuführende geistige Behinderung diagnostiziert worden sei. Gemäß einem Grundsatzurteil des Obersten Gerichts aus dem Jahr 2002 dürfen geistig Behinderte nicht hingerichtet werden, wobei der Grenzwert bei einem IQ von 70 liegt. Bei einem Intelligenztest, der 2005 von einem Gutachter im Auftrag der Verteidigung durchgeführt wurde, kam Hearn auf einen Intelligenzquotienten von 74, was einer Lernbehinderung entspricht.

## Exekution
Der Oberste Gerichtshof der USA lehnte es wenige Stunden vor der Vollstreckung des Todesurteils am 18. Juli 2012 ab, die Hinrichtung zu stoppen.
Es war die erste Hinrichtung in dem US-Staat, bei dem statt drei verschiedener Medikamente nur eines eingesetzt wurde. Grund für die Änderung der seit 1982 üblichen Methode war, dass die Haltbarkeit des staatlichen Vorrats eines der eingesetzten Medikamente abgelaufen war. Yokamon Hearn wurde mit einer einzigen Dosis des starken Betäubungsmittels Pentobarbital getötet.
Die Vereinten Nationen hatten die USA dazu aufgefordert, das Urteil mit Blick auf die Behinderung des Mannes nicht zu vollstrecken. Die Hinrichtung erregte weltweite Aufmerksamkeit.